# Kalendy
Kalendy (łac. Kalendae) – w kalendarzu rzymskim pierwszy dzień każdego miesiąca. 
Termin ten nie ma żadnego (poza tradycyjnym) znaczenia w słonecznym kalendarzu juliańskim. Natomiast w pierwotnym kalendarzu księżycowym mianem Kalendae określano pierwszy dzień po nowiu, czyli ten dzień, w który po zapadnięciu zmroku księżyc powinien znowu stać się widoczny. Oznaczało to początek nowego miesiąca. Dzień ten był poświęcony bogini Junonie.
Kalendy były w relacji do id i non. Datę obliczano licząc do następnego nazwanego dnia. Tak więc 1 czerwca był Kalendis Juniis, a np. 28 maja był „piątym dniem przed kalendami czerwcowymi” (łac. ante diem quintum Kalendas Junias (a.d. v Kal. Jun.)).
Szczególnie uroczyście obchodzono kalendy styczniowe. Składano wówczas w ofierze Jowiszowi byki jako podziękowanie za opiekę w ciągu minionego roku. Owidiusz wspomina, że Rzymianie obdarowywali się daktylami, figami i miodem – by nowy rok był słodki i szczęśliwy. Był to też dzień zaprzysiężenia nowych konsulów.
Przypuszcza się w związku z tym, że sama nazwa pochodzi od czasownika calere (jaśnieć, płonąć). Zgodnie z językiem oryginału termin jest rodzaju żeńskiego i występuje wyłącznie w liczbie mnogiej (plurale tantum). 
Jest to jeden z kilku wyrazów języka łacińskiego pisanych w oryginale przez „K”, poza nimi ta litera nie jest w zasadzie używana.
Z kalendami związane jest powiedzenie „odłożyć coś ad kalendas graecas”, czyli „do greckich kalend”, a więc „na święty nigdy” – w greckim kalendarzu kalendy nie występowały.